# 夏昌
夏昌，正白旗人，是一名清朝政治人物。荫生出身。
夏昌曾于乾隆二十二年(1757年)接替高霔任延平府知府一职，乾隆二十四年(1759年)由傅尔泰接任。